# Maneaba

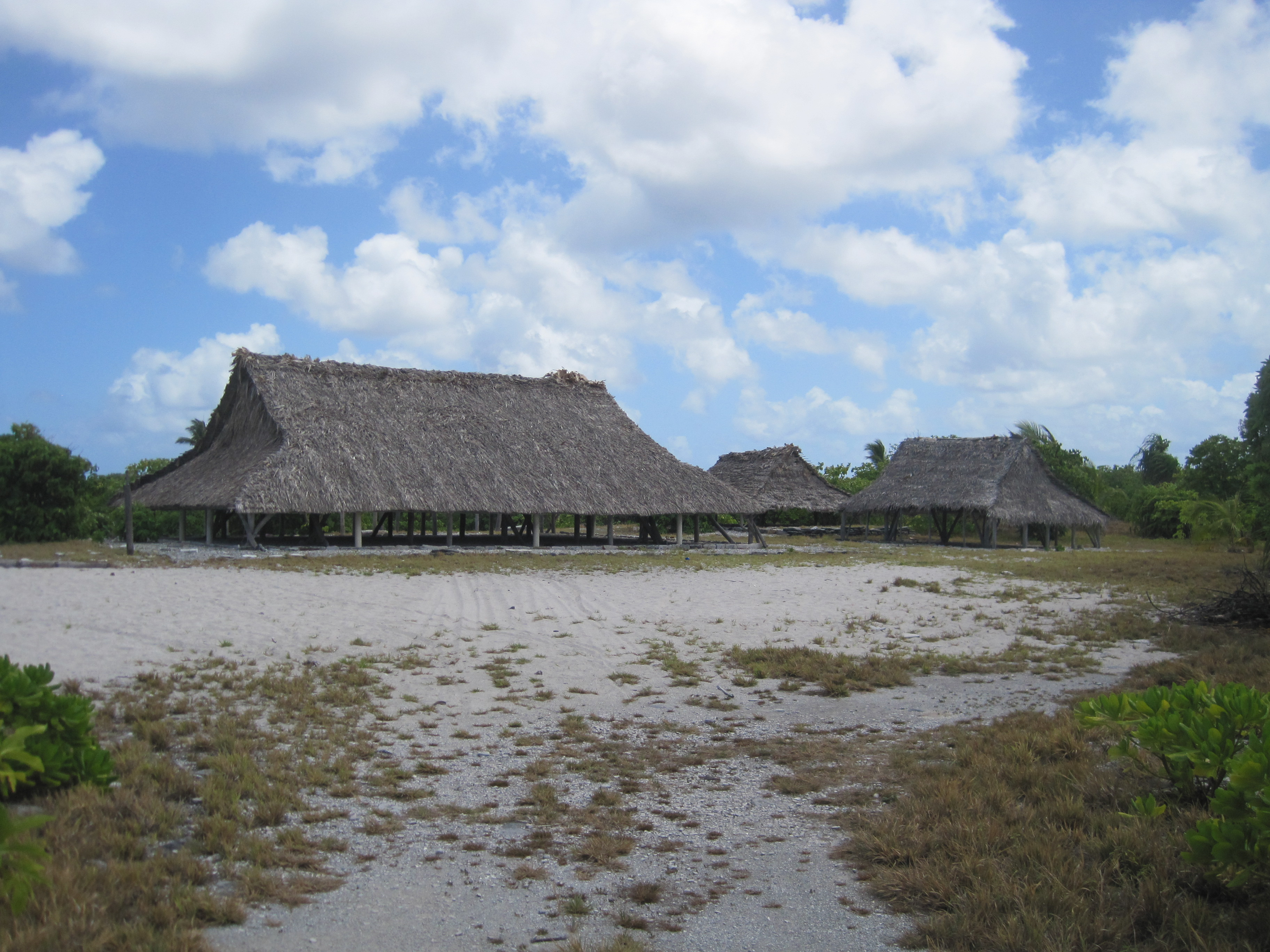
Maneaba ad Arorae.

La maneaba (scrittura moderna: mwaneaba, ossia posto degli uomini in lingua gilbertese) è un tipo di edificio tipico delle Kiribati, che si è esteso alle Tuvalu dove si chiama “maniapa”. Fu descritto da Robert Louis Stevenson (“maniap”). Consiste in un grande tetto, tradizionalmente ricoperto da foglie di Pandanus tectorius che riposa su pilastri. È un luogo sacro che serve da casa comune, da parlamento locale e per tutte le manifestazioni.